# Sikyon

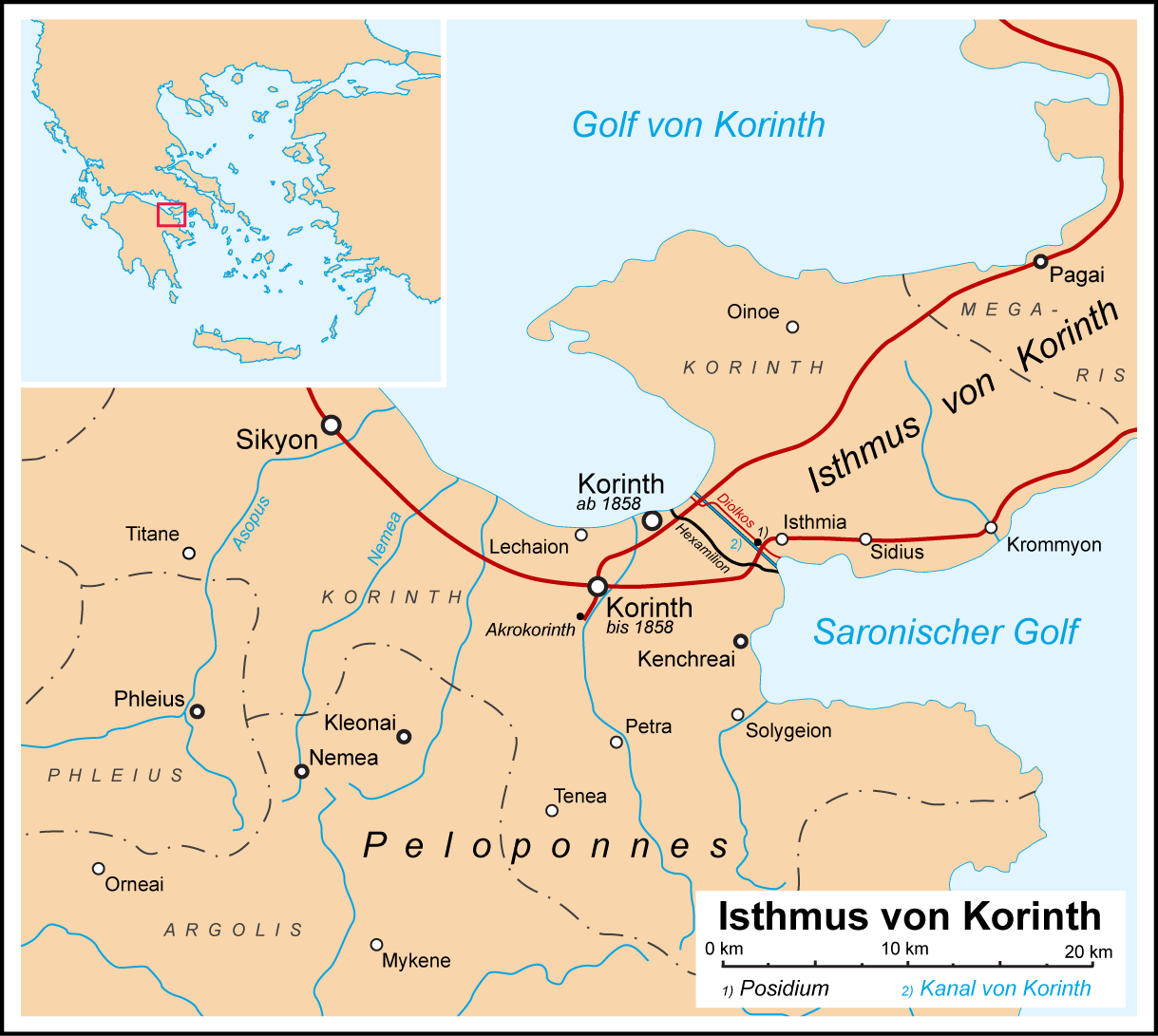
Sikyons geografiska läge

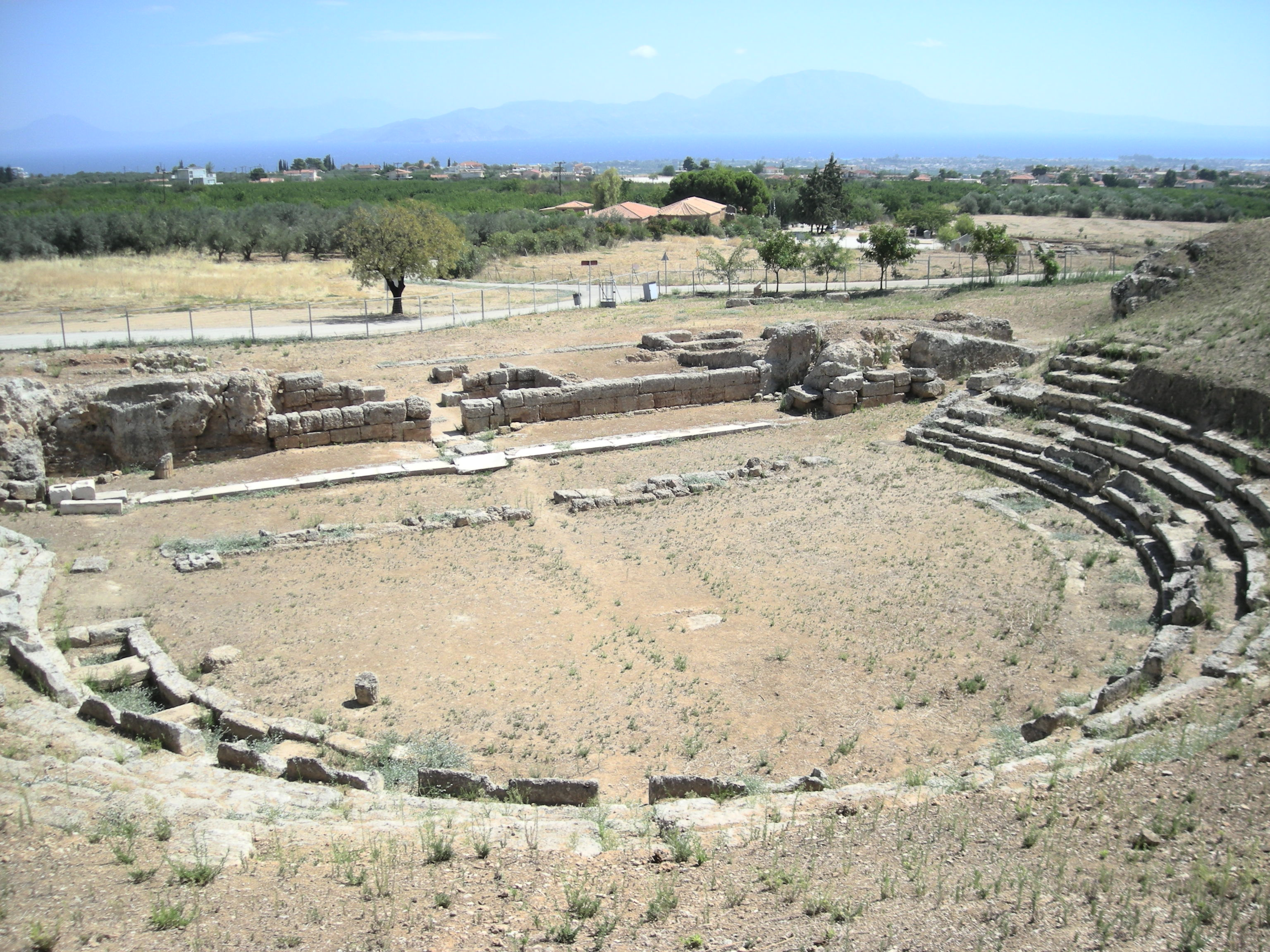
Den antika teatern i Sikyon

Sikyon (latin Sicyon) var en forngrekisk stad på Peloponnesos nordkust cirka 17 km väster om Korinth. Vid Korintiska viken fanns en konstgjord hamn.

## Historia
Staden lär tidigast ha kallats Mekone (även Aigialeia och Telchinia), men sedan fått namnet Sikyon ("gurkstaden") med anledning av de stora trädgårdsodlingarna. Staden låg i äldre tider på en bördig slätt vid foten av en bergshöjd, vilken tjänade som borg (akropolis). Demetrios Poliorketes som 303 f.Kr. gjorde sig till herre över Sikyon, tvang dess invånare att överge denna lägre liggande stad och i stället bygga en ny på den rymliga bergsplatån. Den nya staden bar under någon tid namnet Demetrias. 
Sikyon hade sin blomstringstid under 600- och 500-talen f.Kr. under tyrannerna av orthagoridernas ätt, av vilka den mest bekante är Kleisthenes (600-570 f.Kr.). När orthagoriderna störtades av spartanerna kom den doriska befolkningen att bli den dominerande i staden. Från den tiden var Sikyon mestadels ett osjälvständigt bihang till Sparta och måste delta i dess krig med eller mot sin vilja. Däremot intog staden fortfarande en framstående plats som en huvudort för konst och industri. Målarskolan i Sikyon var en av de äldsta och berömdaste i Grekland, och där verkade bland andra Eupompos, Pamfilos och Apelles. Här fanns även en skulptörskola och sikyoniska metallvaror, däribland konstnärligt gjutna bronsstatyer, var väl ansedda.
Under 200-talet f. Kr. vann staden åter en viss politisk betydelse som medlem av det achaiska förbundet. Efter Korinths förstöring 146 f.Kr. stod staden i nära kontakt med romarna men tycks trots det snart nog ha förfallit. En jordbävning 23 e.Kr. ödelade staden. 

## Fornlämningar
Betydande fornlämningar återstår vid nuvarande Vasiliko och består av en teater, ett stadion, ett gymnasium, ett doriskt tempel och en agora med romerska bad. Den konstgjorda hamnen är igensandad.